# Verwaltungsgemeinschaft Bad Lauchstädt
In der Verwaltungsgemeinschaft Bad Lauchstädt des Saalekreises in Sachsen-Anhalt waren zwei Gemeinden zur Erledigung der Verwaltungsgeschäfte zusammengeschlossen. Die VG wurde am 1. Januar 2005 aus der vormals verwaltungsgemeinschaftsfreien Stadt Bad Lauchstädt und den Gemeinden Klobikau und Milzau sowie der Stadt Schafstädt aus der aufgelösten Verwaltungsgemeinschaft Laucha-Schwarzeiche gebildet. Delitz am Berge wurde verwaltungsgemeinschaftsfreie Einheitsgemeinde.
Die Gemeinde Delitz am Berge legte gegen die Auflösung Widerspruch ein. Mit Beschluss vom 5. April 2005 stellte das Verwaltungsgericht Halle (Saale) fest, dass die Verwaltungsgemeinschaft Laucha-Schwarzeiche mit den Mitgliedsgemeinden Schafstädt und Delitz am Berge fortbesteht.
Am 1. Januar 2008 wurde die Stadt Schafstädt sowie die Gemeinden Delitz am Berge und  Klobikau in die Stadt Bad Lauchstädt eingegliedert.
Mit der Eingliederung der Gemeinde Milzau in die Stadt Bad Lauchstädt am 1. Januar 2010 wurde die Verwaltungsgemeinschaft aufgelöst.
Die Verwaltungsgemeinschaft hatte eine Fläche von 85,36 km² und 9445 Einwohner (31. Dezember 2008).

## Die ehemaligen Mitgliedsgemeinden mit ihren Ortsteilen
- Stadt Bad Lauchstädt mit Delitz am Berge, Großgräfendorf, Klobikau, Schafstädt und Schotterey
- Milzau mit Bischdorf, Netschkau, Burgstaden, Unterkriegstedt, Oberkriegstedt, Schadendorf, Kleingräfendorf und Krakau